# 大同关帝庙
40°05′27″N 113°17′56″E / 40.09083°N 113.29889°E
大同关帝庙位于山西省大同市平城区鼓楼东街，1996年被列为山西省文物保护单位，大殿在2013年被列为第七批全国重点文物保护单位。

## 历史
大同关帝庙始建年代不详，据 《大同府志》记载，明朝屡有修建，清康熙、乾隆年间有增修。现仅存大殿为元代建筑，大殿前抱厦为清代增建。2008年对山门、过殿、春秋楼、结义阁、东西配殿等进行复建。

## 建筑
大同关帝庙坐北朝南，占地面积 3572平方米。中轴线上有戏台（原皇城戏台迁建而来）、山门、过殿、主殿（大殿）、春秋楼等建筑，两侧有东配殿、西配殿、奶奶殿、财神殿、结义堂、武侯祠、邀月亭等建筑，其中主殿是大同城内唯一一座元代木结构建筑。
- 迁建的戏台（原皇城戏台）
- 山门
- 过殿
- 西配殿
- 东配殿
- 主殿
- 主殿抱厦
- 主殿东南转角斗栱
- 主殿东侧檐下斗栱
- 主殿前檐斗栱
- 主殿檐角走兽
- 主殿鸱吻
- 主殿内部
- 春秋楼
- 奶奶殿
- 财神殿